# Lago Żabickie
Il lago Żabickie ([ʐa'biʦɛ]) è un lago che si trova nel comune di Węgorzyno, nel Voivodato della Pomerania Occidentale, in Polonia. Ha una superficie di 67,26 ha.
Nel lago vivono molte specie di pesci, come tinca, persico, luccio, abramide comune e carassio. Il nome polacco del lago deriva dalla parola żaba che significa "rana".